# 東京ワイルズ
東京ワイルズ（とうきょうワイルズ）は、日本のプロアイスホッケーチーム。本拠地は東京都。日本アイスホッケー連盟、東京都アイスホッケー連盟に登録。
2023年に北海道釧路市にて北海道ワイルズとして設立。2024年に東京都に移転し、東京ワイルズに改名した。

## 歴史

### 創設と北海道時代
2023年5月2日にひがし北海道クレインズ(以下：クレインズ)の監督だった齊藤毅が全選手とスタッフの給料が2022年12月以来未払いであること、ならびに過去3年間の間もたびたび給与遅配が発生し、そのたびにチーム側から虚偽の説明を受けていたことなどを理由に、釧路アイスホッケー連盟に嘆願書を提出し、選手18名とスタッフが契約を更新せずチームを離脱し、新たに発足する新チームへ移籍する意向を固めた。5月10日、釧路を本拠地とする新たなアイスホッケークラブチームとして北海道ワイルズが設立。クレインズを退団した選手18名とも契約交渉、スポンサーへの営業活動も展開していくことを公表した。6月21日にクレインズを離脱した選手18人のうち、H.C.栃木日光アイスバックスに移籍した選手と引退した選手の2人を除く16人がワイルズに加入し、ほかの5人を加えた21人体制で始動。監督にはクレインズの監督だった齊藤が就任した。
6月25日にアジアリーグアイスホッケーに加入申請を行なった。6月26日には標茶町で4日間の日程で合宿を始めた。しかし、6月28日に同申請についてのアジアリーグの見解が発表され、クレインズの除名活動とは同チームが無関係であることの説明や、釧路を拠点とする場合の現存チーム（すでに破綻状態であったクレインズ）との調整の方法、およびホームリンクの記載、が必要であり、それらの補足があれば2024－2025シーズンの加入申請として受理する旨の通達が出された。
6月29日に標茶町役場にて標茶町と包括連携協定を締結。
7月20日に釧路アイスホッケー連盟や釧路市などが会合を開き、すでに申請の期限を過ぎている2023年シーズンからのアジアリーグ参加を目指すため、クレインズでもワイルズでもない、釧路市の人々を主体とした第三のチームを立ち上げて、2023シーズンからのアジアリーグへの参入を目指すという方針が出たが、方向性が不透明なこと、また資金面をどうするのかや準備のスピードなどについて選手たちからは複雑な心境との声が出た。
8月14日に釧路市で合宿を行なっていた中央大学を相手に初の対外試合を行い、勝利した。8月15日に公式マスコットが発表された。

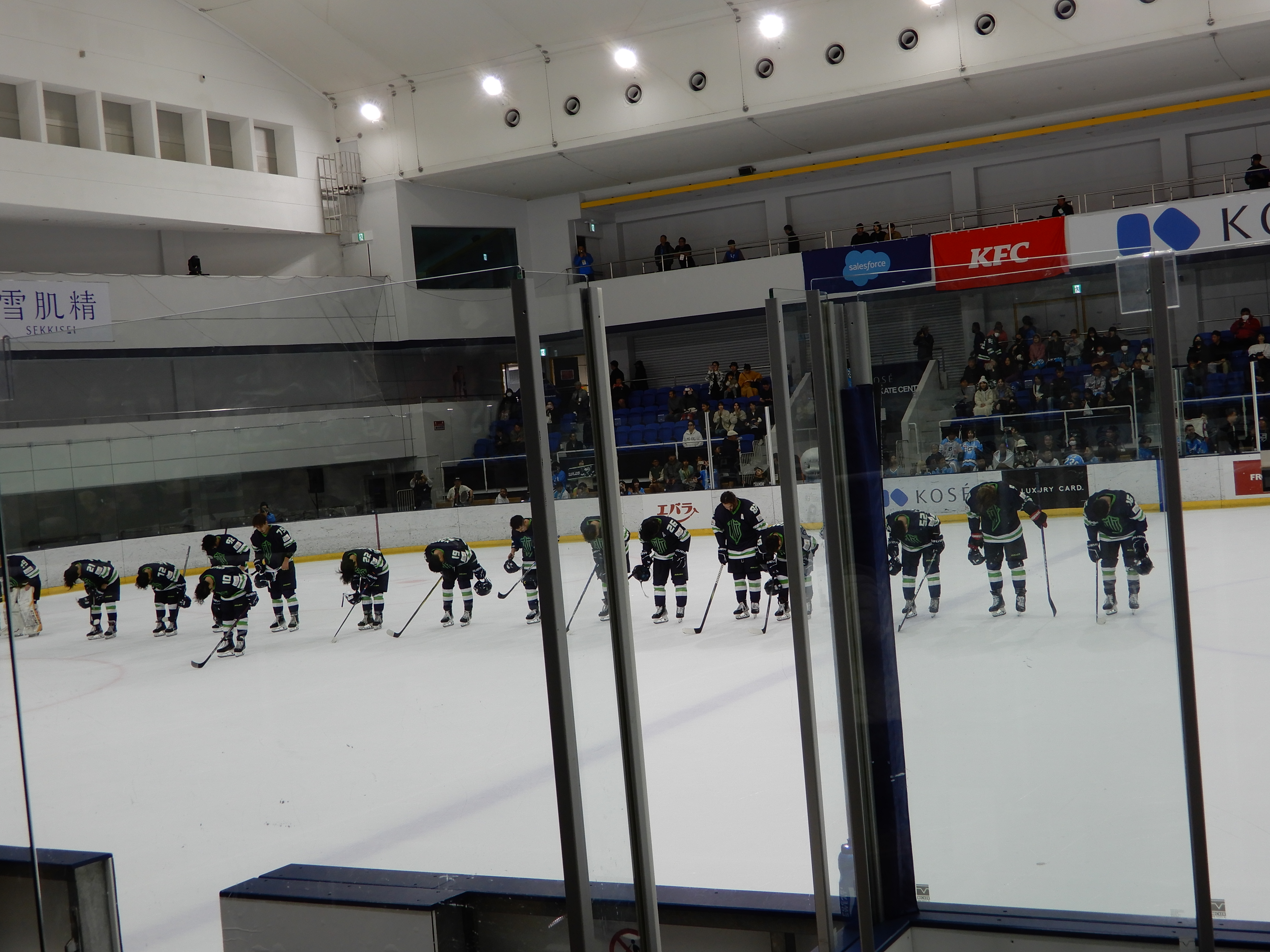
横浜GRITSとの交流戦後、ファンに一礼する北海道ワイルズの選手
（2023年9月17日、新横浜スケートセンターにて）

8月23日には、クレインズが試合を行う予定だった日程で横浜GRITSとの全8試合の交流戦を行うことが発表された。
8月29日には釧路アイスホッケー連盟と釧路市がアジアリーグのオフィスを訪問し、ワイルズの翌シーズンのリーグ加盟に向けて支援する方針を伝えた。
10月26日に日本アイスホッケー連盟からの推薦で12月に横浜市で開催される第91回全日本アイスホッケー選手権大会に参加することになった。
11月15日、代表取締役である山田謙治が代表を退任、後任として名古屋で共同設備工業株式会社経営する岡本博司が代表取締役に就任する人事を発表し、体制を一新した。チームによると、専務取締役の後任人事および、山田氏の役員留任などは検討中としていた。
年末のアジアリーグ加盟申請期限が迫る2023年12月26日にアジアリーグアイスホッケーは報道機関等からの問い合わせに応える形で現時点では申請がない事を発表し、12月29日にはワイルズより加盟を辞退する発表が行われた。
2024年1月27日に釧路市生涯学習センターにて、代表取締役の岡本博司、GMに篠原秀則、監督の齊藤毅が記者会見が行った。
この記者会見で、第91回全日本アイスホッケー選手権大会でアジアリーグ加盟チームの責任者から「あなたたちはアジアリーグを批判する勢力。そんなチームとは一緒にやれない。あなたたちの加盟を認めることは絶対にない」と発言され、アジアリーグへの加盟を辞退したこと、釧路市から「アジアリーグに加盟していないあなた方はただの実業団だ」とチームを否定する発言をされ支援が見込めなくなったため拠点を5月から東京に移転することが発表された。また、新リーグ設立も視野に入れた。
2024年3月9日と3月10日にGRITSと新横浜スケートセンターで北海道ワイルズとして最後の試合を行なった。
2024年3月15日にIJリーグに参戦することがIJリーグとワイルズの双方から発表された。尚、IJリーグ側から東京ワイルズとして発表されたが、ワイルズ側はチームロゴは既存のものを引き続き使用するが、チーム名などの詳細については後日発表するとした。

### 東京移転
2024年3月29日にチーム名が正式に東京ワイルズへ変更された。6月3日に東大和スケートセンターにて東京移転後初めて氷上練習を行なった。
6月15日に邦和みなと スポーツ&カルチャーで名古屋オルクスとIJリーグ初となる試合をIJリーグの開幕戦として実施。6月27日に日本アイスホッケー連盟への登録が完了した。
9月12日、IJリーグとしての活動終了が発表された。
2025年6月27日、同年10月より発足する日本連盟主催の新リーグ「エクストリームアイスホッケーリーグ」に参加することが発表されている。

## 所属選手・スタッフ

### 所属選手
- 2024年シーズン（2024年8月12日）時点

| ゴールテンダー(GK) | ゴールテンダー(GK) | ゴールテンダー(GK) | ゴールテンダー(GK) | ゴールテンダー(GK)    | ゴールテンダー(GK) | ゴールテンダー(GK) |
| #                  | 国                 | 選手名             | キャッチ           | 生年月日              | 出身地             |                    |
| ------------------ | ------------------ | ------------------ | ------------------ | --------------------- | ------------------ | ------------------ |
| 1                  | 日本の旗           | 脇本侑也           |                    | 1993年5月4日（32歳）  | 北海道苫小牧市     |                    |
| 29                 | 日本の旗           | 磯部裕次郎         |                    | 1997年6月24日（28歳） | 北海道苫小牧市     |                    |

| 44 | 日本の旗 | 吉川大晃 |  |                       |              |
| 66 | 日本の旗 | 新谷誠   |  |                       |              |
| 74 | 日本の旗 | 河合龍一 |  | 1983年9月26日（41歳） | 北海道恵庭市 |
| 79 | 日本の旗 | 山崎勇輝 |  | 1996年5月8日（29歳）  | 北海道釧路市 |

| 13 | 日本の旗 | 荒井詠才               |    |                        |                |
| 16 | 日本の旗 | 齊藤哲也（コーチ兼任） |    | 1983年12月14日（41歳） | 北海道釧路市   |
| 18 | 日本の旗 | 青山晃大               |    | 2001年5月30日（24歳）  | 北海道釧路市   |
| 21 | 日本の旗 | 木綿宏太               |    | 2000年10月15日（24歳） | 北海道帯広市   |
| 22 | 日本の旗 | 上野鉄平               | 右 | 2002年8月31日（22歳）  | 栃木県日光市   |
| 53 | 日本の旗 | 寺尾裕道               |    | 1989年6月15日（36歳）  | 栃木県日光市   |
| 72 | 日本の旗 | 越後智哉               |    | 1992年8月18日（32歳）  | 北海道札幌市   |
| 80 | 日本の旗 | 東尾修一朗             |    |                        |                |
| 92 | 日本の旗 | 池田一騎               |    | 1992年10月27日（32歳） | 北海道苫小牧市 |

### スタッフ
代表：岡本博司 
GM：篠原秀則
監督：齊藤毅